# Австралийска лейбъристка партия
Австралийската лейбъристка партия (на английски: Australian Labor Party) е политическа партия в Австралия.
Австралийската лейбъристка партия е една от най-старите политически партии в Австралия и е управлявала страната с много на брой правителства.
На федералните избори през 2007 година партията печели и министър-председател на Австралия става нейният лидер Кевин Ръд.
След федералните избори през 2010 година партията не успява да спечели мнозинство да управлява сама,но след като се договаря за подкрепа с 2 независими депутати и един депутат от Партията на Зелените се сформира успешно правителство. Тогава партията е оглавена от Джулия Гилард,която става и първата жена министър-председател на Австралия.
На федералните избори през 2013 година партията губи изборите отново с лидер Кевин Ръд. От тогава насам Австралийската лейбъристка партия е в опозиция на управляващата дясно-центристка Либерална партия на Австралия
Бил Шортън е лидер на партията, считано от 13 октомври 2013 година. След загубата на партията му на федералните избори през 2019 година, той подава оставка като лидер на партията.
Антъни Албъниз става лидер на партията от 30 май 2019 година.